# Benissoda
Benissoda (spanisch Benisoda) ist eine spanische Gemeinde (Municipio) mit 485 Einwohnern (Stand: 2024) in der Valencianischen Gemeinschaft, in der Comarca Vall d’Albaida.

## Lage
Benissoda liegt in einer Höhe von ca. 320 m. Durch die Gemeinde führt die Autovía A-7. Die Provinzhauptstadt Valencia liegt etwa 55 Kilometer in nordnordöstlicher Richtung.

## Geschichte
| Jahr      | 1900 | 1930 | 1950 | 1960 | 1970 | 1981 | 1991 | 2001 | 2011 | 2021 |
| --------- | ---- | ---- | ---- | ---- | ---- | ---- | ---- | ---- | ---- | ---- |
| Einwohner | 321  | 285  | 276  | 289  | 278  | 276  | 306  | 300  | 392  | 441  |

## Kultur und Sehenswürdigkeiten
- Kirche Mariä Geburt (Església de la Nativitat de la Mare de Déu de Benissoda)

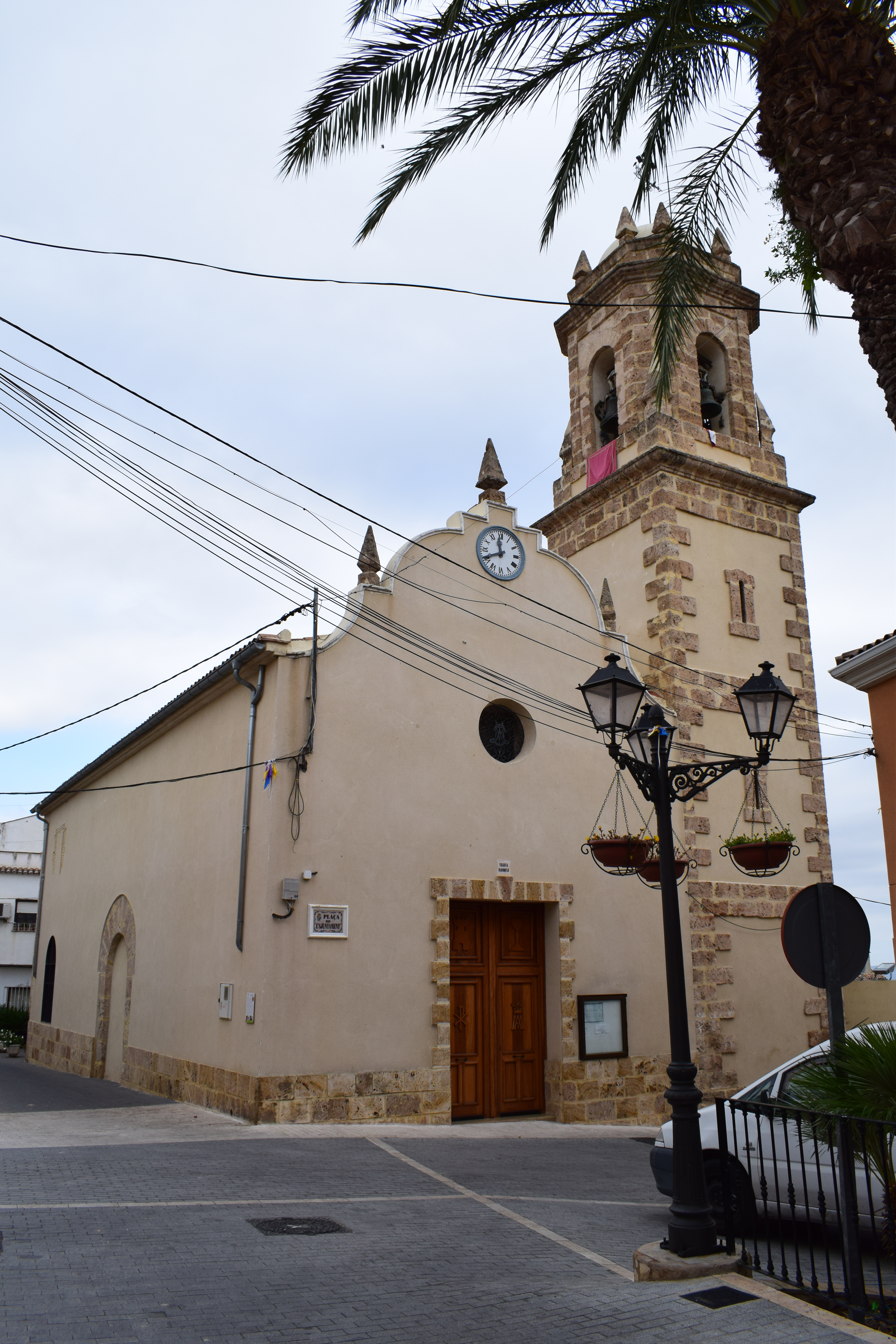
Kirche Mariä Geburt
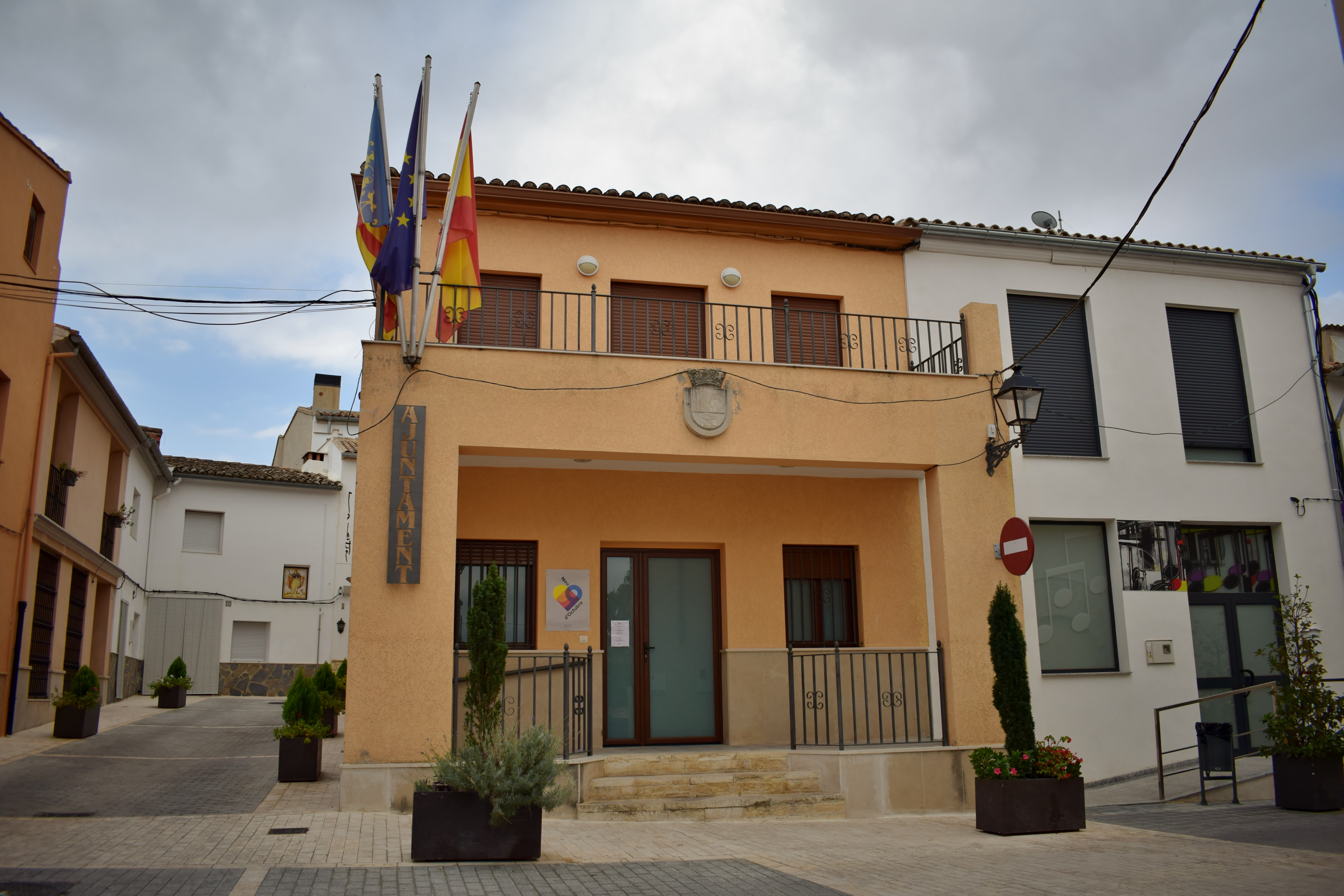
Rathaus